# Business process modeling
In economia aziendale, il Business Process Modeling (BPM) è l'attività di rappresentazione dei processi aziendali dove manager ed analisti tendono a migliorare l'efficienza e l'efficacia dei processi aziendali, ovvero a ridurre i costi e ad accrescere la qualità intesa come soddisfazione del cliente.

## Descrizione
In questo campo l'attività di rappresentazione dei processi aziendali è divisa nelle due ottiche:
- la situazione attuale, detta "as-is"
- la situazione futura desiderata, detta "to-be"

La mappatura dei processi reali ("as-is") e di quelli a tendere ("to-be") sono due attività di analisi nettamente distinte, che portano a definire i miglioramenti necessari per passare dai processi rilevati nell'"as-is" a quelli formalizzati nel "to-be". Gli interventi possono essere di tipo incrementale ed essere inclusi nell'ambito del BPM, oppure di tipo radicale, aprendo così la tematica della reingegnerizzazione dei processi aziendali (Business Process Reengineering o BPR). Gli interventi possono riguardare sia la tecnologia che l'organizzazione, e comportano normalmente anche un'attività di formazione sui nuovi processi.

### Strumenti
Esistono software proprietari di modellazione dei processi, quali ADONIS, Aris, Pro2Work, IBPM e SYSTEM ARCHITECT (Telelogic-IBM), che talora garantiscono un'interoperabilità fra standard chiusi e proprietari, e con gli standard aperti di modellazione, in modo da evitare una costosa perdita di informazione nella migrazione dei dati da un linguaggio all'altro. Il software implementa una metodologia proprietaria organizzativa e di modellazione, fatta di particolari oggetti e regole, che è "embedded" (incapsulata) nel prodotto. L'utilizzo della metodologia è legato all'acquisto di licenze, con profilo di utente e come amministratore, del relativo prodotto.
I linguaggi possono essere uno strumento di rappresentazione dei processi e supporto decisionale ai manager, ed un potente tool di "programmazione". In questo caso, mentre il processo viene "pensato" e disegnato per via grafica, il tool genera parti del codice necessario all'automazione di processi esistenti (nell'ambito del Workflow e del Work Force Automation) o all'esecuzione del nuovo processo. Fra questi linguaggi, ricordiamo il Business Process Model and Notation (BPMN), il Business Process for Execution Language (BPEL) e l'Unified Modeling Language (UML).